# スーパーウェルター級
スーパーウェルター級（スーパーウェルターきゅう、英: super welterweight）は、ボクシングなどの格闘技で用いられる階級の1つ。

## ボクシング
プロボクシングでの契約ウェートは、147 - 154ポンド (66.678 - 69.853kg) 。ウェルター級とミドル級の間の階級で、全17階級中6番目に重い階級。1962年設置。日本のプロボクシングでの旧名は「ジュニアミドル級」（英：junior middle weight）。
アマチュアではライトミドル級と呼ばれ、かつては67 - 72kgであった。シニアでは2002年を以て廃止。現在はジュニアのみで66 - 70kgと定めた。
初代世界王者はWBA・WBCともにデニー・モイヤー（アメリカ合衆国）、
この階級で日本人として初めて世界王座を獲得したのは輪島功一で、この階級の世界王座最多防衛記録はジャンフランコ・ロッシ（イタリア / IBF）の11回。日本の選手の最多防衛記録は、輪島功一（三迫 / WBA・WBC）の6度。

## 総合格闘技
総合格闘技での契約ウェートは、170 - 175ポンド (77.1107 - 79.3787kg) 。ウェルター級とミドル級の間の階級であり、全14階級中7番目に重い階級。2017年7月26日にボクシング・コミッション協会によって規定された。
UFC等のメジャー団体ではスーパーウェルター級を設置していない。

## キックボクシング
- ISKAでは、70.0kg (154lbs)契約に規定されている。
- シュートボクシングでは、70.0kg契約に規定されている。

## K-1
M-1スポーツメディア体制のK-1（K-1 WORLD GP）での契約ウェートは70.0kgに規定されている。

## ムエタイ
ムエタイでの契約ウェートは、147 - 154ポンド (66.678 - 69.853kg) 。ウェルター級とミドル級の間の階級であり、全19階級中8番目に重い階級。世界ムエタイ評議会により規定されている。